# Arcesine
Arcesine (in greco antico: Ἀρκεσίνη?, Arkesíne) era una polis dell'isola di Amorgo nell'antica Grecia.

## Storia
Arcesine era ubicata nel sud-ovest di Amorgo, ad un'altezza di 195 metri sul livello del mare. Era costruita ai piedi della collina di Korakas orientata verso la pianura Meriás Kato, come viene chiamata la parte sud-occidentale dell'isola, con ulivi e altre colture. Si trovava a 14 km da Jora.
In tempi antichi era una delle tre città di Amorgo. Oggi esiste ad Aya Tríada, un edificio commemorativo di epoca ellenistica (IV secolo a.C.) a nord-est della città e a est della piccola chiesa di Aya Triada. All'ingresso della città c'è il tempio di Sant'Onofrio.
Oggi esiste una città che porta lo stesso nome.